# Hrabstwo Palm Beach
Palm Beach – hrabstwo w stanie Floryda w USA. Populacja liczy 1 320 134 mieszkańców (stan według spisu z 2010 roku).
Powierzchnia hrabstwa to 6181 km², w tym 1068 km² (17,3%) stanowią wody. Na północnym zachodzie obejmują znaczną część Jeziora Okeechobee. Gęstość zaludnienia wynosi 258,2 osoby/km².

## Miejscowości
| - Atlantis - Belle Glade - Boca Raton - Boynton Beach - Briny Breezes - Cloud Lake | - Delray Beach - Glen Ridge - Greenacres - Gulf Stream - Haverhill - Highland Beach | - Hypoluxo - Juno Beach - Jupiter - Jupiter Inlet Colony - Lake Clarke Shores | - Lake Park - Lake Worth - Lantana - Loxahatchee Groves - Manalapan | - Mangonia Park - Ocean Ridge - Pahokee - Palm Beach - Palm Beach Gardens | - Palm Beach Shores - Riviera Beach - South Bay - South Palm Beach - West Palm Beach |

## Wsie
- Golf
- North Palm Beach
- Palm Springs
- Royal Palm Beach
- Tequesta
- Wellington

## CDP
- Acacia Villas
- Cabana Colony
- Canal Point
- Gun Club Estates
- Jupiter Farms
- Juno Ridge
- Kenwood Estates
- Lakewood Gardens
- Lake Belvedere Estates
- Lake Harbor
- Limestone Creek
- Pine Air
- Plantation Mobile Home Park
- Royal Palm Estates
- San Castle
- Schall Circle
- Seminole Manor
- Stacy Street
- The Acreage
- Watergate
- Westgate